# Ladhikoú
Ladhikoú (Ladikou) är en ort i Grekland.   Den ligger i prefekturen Fthiotis och regionen Grekiska fastlandet, i den centrala delen av landet, 160 km nordväst om huvudstaden Aten. Ladhikoú ligger 146 meter över havet och antalet invånare är 299.
Terrängen runt Ladhikoú är varierad. Runt Ladhikoú är det ganska glesbefolkat, med 21 invånare per kvadratkilometer. Närmaste större samhälle är Lamia, 17,7 km öster om Ladhikoú. 